# Arzecla
Genre
Arzecla est un genre de papillons américains de la famille des Lycaenidae et de la sous-famille des Theclinae.

## Systématique
Le genre Arzecla a été créé par Marcelo Duarte (d) et Robert K. Robbins (d) en 2010.

## Liste des espèces
- Arzecla albolineata (Lathy, 1936), présent en Colombie
- Arzecla arza (Hewitson, 1874), présent au Mexique, au Nicaragua et au Brésil
- Arzecla calatia (Hewitson, 1873), présent au Mexique, au Guatemala, au Nicaragua et en Guyane
- Arzecla canacha (Hewitson, 1877), présent au Venezuela
- Arzecla nubilum (H. Druce, 1907), présent au Brésil
- Arzecla paralus(Godman & Salvin, 1887), présent au Guatemala, au Costa Rica et au Venezuela
- Arzecla sethon(Godman & Salvin, 1887), présent au Mexique
- Arzecla taminella(Schaus, 1902), présent au Brésil et en Guyane
- Arzecla tarpa (Godman & Salvin, 1887), présent du Mexique à Panama
- Arzecla tucumanensis(K. Johnson & Kroenlein, 1993), présent en Argentine

## Répartition
Les Arzecla sont présents en Amérique centrale et Amérique du Sud.

## Publication originale
- (en) Marcelo Duarte et Robert K. Robbins, « Description and phylogenetic analysis of the Calycopidina (Lepidoptera, Lycaenidae, Theclinae, Eumaeini): a subtribe of detritivores », Revista Brasileira de Entomologia, Elsevier et Entomological Society of Brazil (d), vol. 54, no 1,‎ mars 2010, p. 45-65 (ISSN 0085-5626 et 1806-9665, DOI 10.1590/S0085-56262010000100006, lire en ligne).